# Klärüberlauf
Ein Klärüberlauf (KÜ) ist der Überlauf eines Regenbeckens (eines Regenüberlaufbeckens im Mischsystem oder eines Regenklärbeckens im Trennsystem), über den mechanisch geklärtes Misch- oder Regenwasser in das Gewässer eingeleitet wird.